# Ayuntamiento de Hastings
El Ayuntamiento de Hastings, anteriormente Palacio de Justicia del Condado de Dakota, es un edificio histórico del gobierno en Hastings, Minnesota, Estados Unidos.

## Historia
Terminado en 1871, fue el palacio de justicia original del condado de Dakota y en la actualidad alberga el ayuntamiento de Hastings. Fue diseñado por AM Radcliff, uno de los primeros arquitectos de Minnesota, en estilo de villa italiana. Aunque una adición construida en 1955 en un estilo completamente diferente dañó su integridad, sigue siendo un edificio prominente en el centro de Hastings. El palacio de justicia sirvió como sede del gobierno del condado de Dakota desde 1871 hasta septiembre de 1974, cuando los comisionados del condado celebraron su última reunión en el edificio. Se convirtió en el Ayuntamiento de Hastings en 1993.